# 悲しみのゴジラ
『悲しみのゴジラ』（かなしみのゴジラ）は、ブカブカのデビューシングル。CDコードはSRDL-3750。

## 概要
映画『ゴジラvsメカゴジラ』（1993年）のイメージソング。ブカブカは、同作品の紹介番組『冒険!ゴジランド』のアシスタントを務めていた。
当時のゴジラシリーズは大々的なタイアップを展開する人気コンテンツとなっていたが、前作『ゴジラvsモスラ』（1992年）のテーマ曲・『モスラの歌』のようなヒットにはならなかった。

## 収録曲
（全作詞：荒木とよひさ、作曲：都志見隆、編曲：鶴由雄）
1. 悲しみのゴジラ
2. 世界中のI Love You
3. 悲しみのゴジラ（オリジナル・カラオケ）

## タイアップ
- 全国東宝邦画系ロードショー『ゴジラvsメカゴジラ』・ゴジラ生誕40周年記念キャンペーンソング（#1）。
- テレビ朝日系バラエティ『邦子と徹のあんたが主役』エンディングテーマ（#2）。
- テレビ東京系バラエティ『冒険!ゴジランド』エンディングテーマ。